# (32294) Zajonc
(32294) Zajonc est un astéroïde de la ceinture principale.

## Description
(32294) Zajonc est un astéroïde de la ceinture principale. Il fut découvert le 26 août 2000 à l'Observatoire d'Ondřejov par Peter Kušnirák et Petr Pravec. Il présente une orbite caractérisée par un demi-grand axe de 2,63 UA, une excentricité de 0,14 et une inclinaison de 12,8° par rapport à l'écliptique.

## Compléments